# Badminton-samband Føroya
De Badminton-samband Føroya (BSF) is de nationale badmintonbond van Faeröer.
De huidige president van de Faeröerse bond is Erik Engelbrecht Thomsen. Anno 2015 telde de bond 1.000 leden, verdeeld over 7 badmintonclubs. De bond is sinds 1982 aangesloten bij de Europese Bond.